# Urachiche
Urachiche é uma cidade venezuelana, capital do município de mesmo nome Urachiche.